# Rudy Klomp
Rudy Klomp (Enschede, 1941) is een hedendaags Nederlands schilder.
Rudy Klomp studeerde monumentale vormgeving aan de AKI te Enschede tussen 1971 en 1976 en is oprichter van het zogenoemde 'Pararealisme', een stroming in de schilderkunst. Ook richtte hij, samen met Betty Koelman en Clasina Douma de groep l'Homme transcendent op, die manifest maakten in vele tentoonstellingen, lezingen en initiatieven.
Zijn werk is vertegenwoordigd in diverse collecties, zoals Flevodruk (galerie en grafisch atelier) Harderwijk en de gemeente Hengelo (Overijssel). Bij Galerie van der Straeten in Amsterdam worden regelmatig exposities met zijn werk georganiseerd.
Naast schilder, is hij ook beeldhouwer en tekenaar. Behalve acryl, collage, olieverf en potlood gebruikt Rudy Klomp allerlei verschillende soorten materialen in zijn schilderijen zoals afvalmateriaal en hout.

## Visie en werk
Afgaande op enerzijds zijn ervaring met het gewone leven en met de kunst en op anderzijds ervaringen die het resultaat zijn van zijn bijzondere gaven op het spirituele en paranormale vlak, met name van toekomstvoorspellende beelden, schept Klomp een eigen visie op wereld en leven. Deze visie brengt zijn verschillende ervaringen samen, waarbij aan de spiritualiteit voorrang wordt toegekend terwijl ook aan het aardse aspect recht wordt gedaan. Op deze wijze zoekt Klomp de twee werelden van zijn ervaring te verenigen en in zijn werk tot uitdrukking te brengen. Tweevoudige of meervoudige titels zoals Het vrolijke DNA of Vrijheid en Verantwoordelijkheid of Compositie en Liefde humaniseert het spirituele of Compositie, telkens aan een enkel werk gegeven, verwijzen naar deze tweeledigheid, waarbij Compositie steeds naar het spirituele aspect van het totale beeld verwijst.  